# Bjurträsk, Lycksele kommun

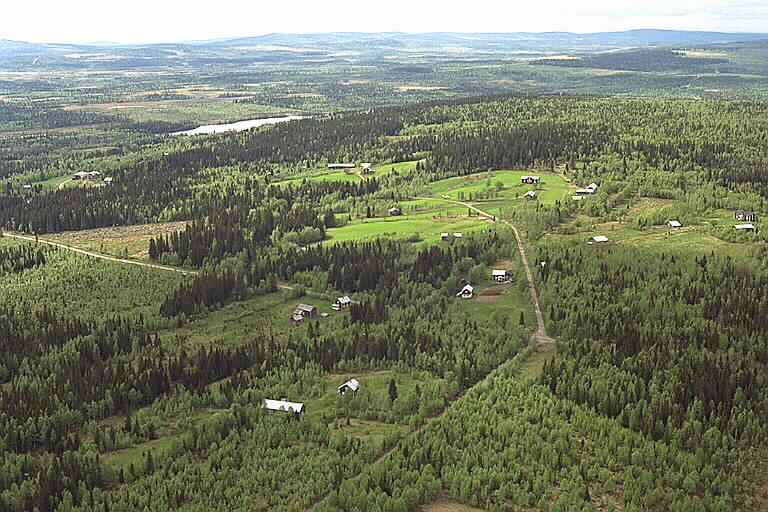
Flygfoto över Bjurträsk och det närliggande Söderby från 1995.

Bjurträsk är en ort på Stöttingfjället på vägen mellan Fäbodliden och Kroksjö. Bjurträsk är en by bestående av ett femtiotal hus i Lycksele kommun. I byn fanns 2009 en bofast som i sommartid utökas till ett 80-tal boende.
I början av 1900-talet fanns en affär, "Jon Jans'n". Byn ligger på en sydvästlig sluttning, vilket gjorde att åkermarken inte drabbades lika lätt av frost sommartid. Bjurträsk har ungefär samma uppbyggnad som Fäbodliden.